# Matthias Garbitius
Matthias Garbitius (magyarosan: Garbitius Mátyás) (Isztriai-félsziget, 1505 körül – Tübingen, 1559.) német filológus és nyelvtudós.

## Élete
Szlavoniából származott. Heidelbergben tanult, majd 1534. május 6-án a wittenbergi egyetemre ment át, ahol Martin Luther és Philipp Melanchthon voltak a tanárai. 1534 szeptemberében magiszter, 1537. szeptember 13-án pedig az ógörög nyelv professzora lett. A tübingai akadémián az ógörög nyelvet tanította.

## Munkái
- Oratio de doctrina morum et vitae, Tübingae, 1545
- Oratio funebris in obitum Joannis Sichardi. Tübingae, 1557 (Többi tübingai tanárok Oratioival együtt.)
- Carmina. In Hesiodi opera... ingterpretationes et scholia. Basiliae, 1559
- In Aeschili Prometheum, Basiliae